# Chlum nad Jihlavou
Chlum ist eine Gemeinde in Tschechien. Sie liegt 14 Kilometer nordwestlich von Třebíč und gehört zum Okres Třebíč.

## Geographie
Chlum befindet sich im Süden der Böhmisch-Mährischen Höhe auf einer Kuppe linksseitig über den Tälern der Jihlava und des Chlumský potok.
Nachbarorte sind Horní Smrčné und Radošov im Norden, Kouty im Osten, Čechtín und Červená Lhota im Südosten, Leština und Číchov im Süden, Bransouze im Südwesten sowie Panská Lhota und Dolní Smrčné im Nordwesten.

## Geschichte
Die erste urkundliche Erwähnung des zum Benediktinerkloster Třebíč gehörenden Dorfes erfolgte im Jahre 1341. Das Kloster verkaufte Chlum 1453 zusammen mit anderen Dörfern an Katharina von Čechtín. Zu den weiteren Besitzern gehörten die Herren Smil von Doubravice und die Waldsteiner auf Brtnice. 1629 bestand das Dorf aus 25 Anwesen, davon lagen drei wüst. In den Jahren 1831 und 1832 verstarben neun Einwohner an der Cholera.
Nach der Aufhebung der Patrimonialherrschaften bildete Chlum ab 1850 eine politische Gemeinde im Bezirk Třebíč. Im Jahre 1871 wurde auf den Fluren des Dorfes die Bahnstrecke Iglau-Znaim der Österreichischen Nordwestbahn gebaut und die Bahnstation Branzaus-Pirnitz / Bransouze-Brtnice errichtet. Am Friedhof wurde 1975 ein Staubecken errichtet, das auch als Badegewässer dient. Das Kulturhaus brannte 1988 aus, 1993 wurde ein neues eingeweiht.

## Gemeindegliederung
Für die Gemeinde Chlum sind keine Ortsteile ausgewiesen. Zu Chlum gehören die Einschichten Kantina und Pavlovský Mlýn.

## Sehenswürdigkeiten
- Pfarrkirche St. Wenzel, die um 1300 durch den Třebíčer Abt gegründete Kirche wurde während der Hussitenkriege evangelisch und blieb bis 1613 Pfarrkirche. Nach der Schlacht am Weißen Berg erfolgte die Übergabe an die Katholiken und 1785 erfolgte die Erneuerung der Pfarre.
- Reste der Burg Bransudy, südwestlich des Dorfes über dem Tal der Jihlava. Der im 13. Jahrhundert entstandene Sitz der Vladiken von Bransouzy ist bis zum Beginn des 15. Jahrhunderts als Herrensitz nachweisbar. Er wurde während des böhmisch-ungarischen Krieges zerstört.